# Кембуті

44°5′44″ пн. ш. 142°21′40″ сх. д. / 44.09556° пн. ш. 142.36111° сх. д.
Кембу́ті (яп. 剣淵町, けんぶちちょ, МФА: [kembut͡ɕi̥ t͡ɕoː]) — містечко в Японії, в повіті Камікава округу Камікава префектури Хоккайдо. Станом на 1 жовтня 2008 року площа містечка становила 131,20 км². Станом на 31 березня 2017 населення містечка становило 3233 осіб.